# فرید حقیقی
فرید حقیقی (زادهٔ ۱۱ آذر ۱۳۶۸) کاراته‌کای اهل ایران است. وی از سال ۱۳۸۲ در اردوهای تیم ملی حضور داشت و موفق شد اولین مدال جهانی کاراته را در بخش کاتا در مسابقات جهانی ترکیه سال ۱۳۸۶ کسب نماید. حقیقی پس از ۶ پیروزی و ۱ باخت مدال نقره مسابقات کاراته قهرمانی جوانان جهان در کشور ترکیه را به ارمغان آورد.

## تحصیلات
فارغ‌التحصیل مقطع کارشناسی  رشته مهندسی برق گرایش مخابرات از دانشگاه آزاد اسلامی واحد تهران جنوب و کارشناسی ارشد  رشته تربیت بدنی  گرایش حرکات اصلاحی  و آسیب‌شناسی  ورزشی از دانشگاه تهران می‌باشد.

## افتخارات
فرید حقیقی به مقام پنجم مسابقات کاراته قهرمانی بزرگسالان جهان فرانسه ۲۰۱۲ دست یافت و توانست بهترین نتیجه تاریخ کاراته ایران تا کنون در کاتای انفرادی بخش آقایان مسابقات قهرمانی بزرگسالان جهان را کسب کند. کسب مقام هفتم مسابقات کاراته قهرمانی بزرگسالان جهان آلمان ۲۰۱۴ نیز از افتخارات وی می‌باشد. او تنها کسی از ایران است که توانسته تا کنون در بخش کاتای انفرادی در فینال لیگ جهانی کاراته حضور پیدا کند. وی در سال ۲۰۱۳ موفق به کسب نشان نقره مسابقات لیگ جهانی کاراته وان در کشور ترکیه شد.